# Spiros Stathoulopoulos
Spiros Stathoulopoulos (grekiska: Σπύρος Σταθουλόπουλος), född 1977, är en grekisk-colombiansk filmregissör som bland annat har gjort filmen PVC-1.
PVC-1 tävlade för att få Caméra d'Or på Filmfestivalen i Cannes 2007 och vann flera internationella priser, däribland FIPRESCI på Thessaloniki International Film Festival.